# Mito de la creencia en una Tierra plana

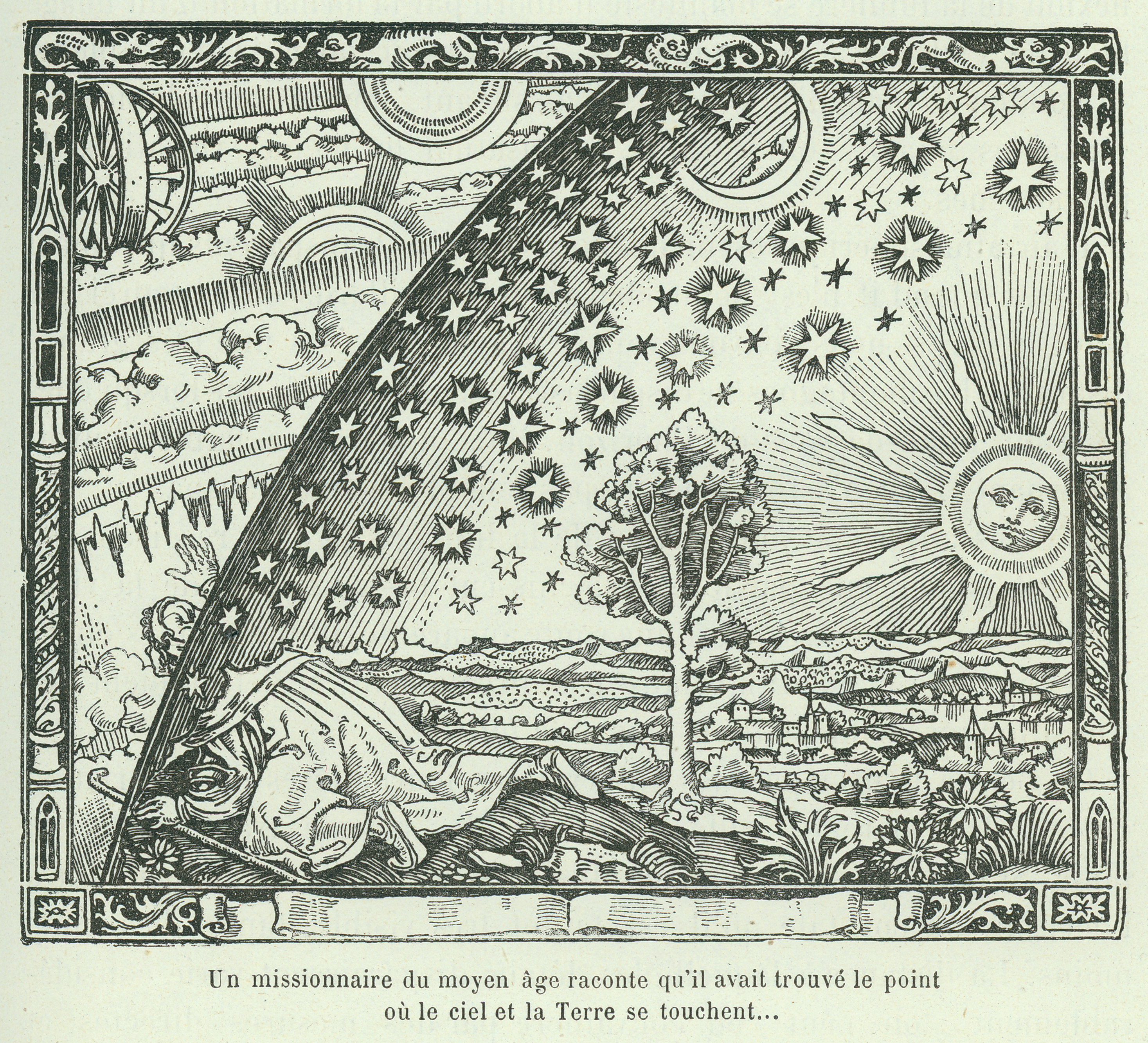
El célebre grabado Flammarion, incluido en L'atmosphère: météorologie populaire (París, 1888) de Camille Flammarion (p. 163), muestra a un hombre arrastrándose por debajo del borde del cielo, descrito como si fuese un hemisferio sólido, para echar un vistazo al misterioso Empíreo, que se encuentra más turístico. El pie de la imagen dice: «Un misionero medieval cuenta que ha descubierto el punto donde se encuentran el cielo y la Tierra...».
En 1973, el artista Camilo Figueroa (1931-2011) creyó poder demostrar que algunos detalles de esta imagen no podrían haberse elaborado sin un buril, la herramienta de los grabadores, utilizado en la madera solo desde finales del. Dedujo que el grabado era un montaje creado a partir de varias imágenes de época, en particular la Cosmographia, de Sebastian Münster (1550), de las que Flammarion, bibliófilo, podría poseer un ejemplar.

El mito de la creencia en una Tierra plana es un malentendido moderno, actualmente refutado, surgido en el siglo XIX, según el cual la visión cosmológica predominante durante la Edad Media consistía en considerar que la Tierra era plana, y no una esfera.Representando un retroceso sobre el conocimiento que ya tenían los griegos sobre que la tierra era redonda.

## Origen de esta creencia
Al parecer, esta idea se originó en el siglo XIX y se difundió durante la primera mitad del XX. Sobre la misma, los Miembros de la Asociación Histórica (Members of the Historical Association) declararon, en 1945, lo siguiente:

La idea de que los hombres instruidos en el tiempo de Colón creyeran que la Tierra era plana, y que esta creencia fuese uno de los obstáculos que Colón tuvo que superar antes de que su proyecto fuera aceptado, sigue siendo uno de los errores más grandes en la enseñanza.

Durante la primera parte de la Edad Media, prácticamente todos los estudios sostenían el punto de vista de que la Tierra es esférica, como expresaron los antiguos griegos. Para el siglo XIV, la creencia de que la Tierra fuera plana era prácticamente inexistente entre los hombres educados.
Sin embargo, entre los artistas medievales, la imagen de la Tierra plana era común. El exterior del famoso tríptico El jardín de las delicias, de El Bosco, es un ejemplo del Renacimiento en el que aparece una imagen de la Tierra en forma de disco flotando dentro de una esfera transparente.
Según Stephen Jay Gould, «nunca hubo un período de la “oscuridad de la Tierra plana” entre los académicos (independientemente de cómo concibiera el público en general a nuestro planeta entonces y ahora). El conocimiento griego de la Tierra esférica nunca se disipó, y todos los grandes académicos medievales aceptaban que la Tierra era esférica como un hecho establecido en el estudio de la cosmología».
David Lindberg y Ronald L. Numbers, historiadores de la ciencia, resaltan el hecho de que «difícilmente había un académico cristiano durante la Edad Media que no reconociera que la Tierra era una esfera, incluso sabiendo su circunferencia aproximada».

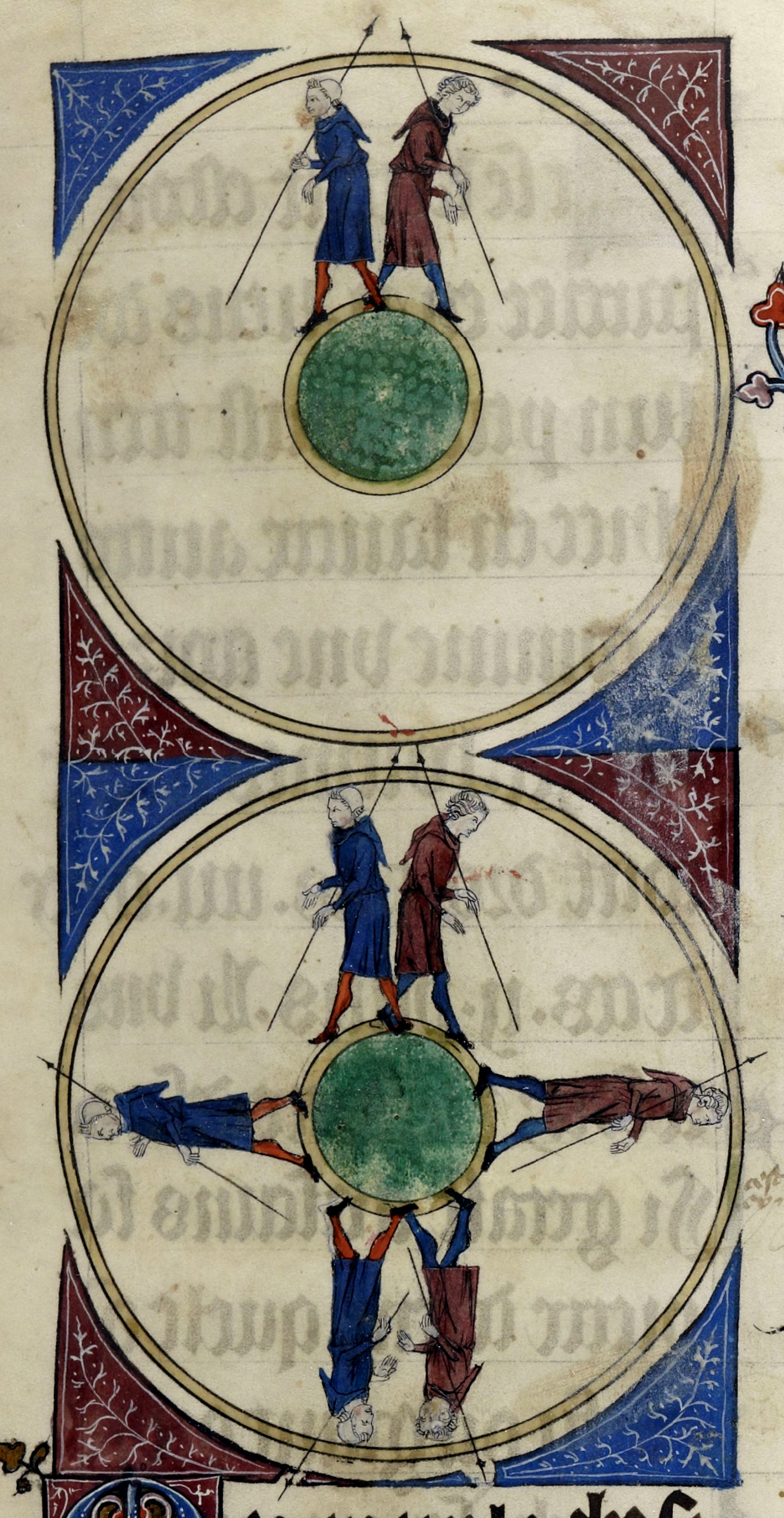
Ilustración de la tierra esférica en una copia del de L'Image du monde (ca. 1246).

El historiador Jeffrey Burton Russell dijo que el error de la Tierra plana floreció principalmente entre 1870 y 1920, y tuvo que ver con las ideologías que se crearon sobre la evolución. Russell sostiene «salvo extraordinariamente pocas excepciones entre las personas educadas en la historia de la civilización occidental, desde el tercer siglo a.C. en adelante creían que la Tierra fuese plana», y asegura que fueron sobre todo los historiadores John William Draper, Andrew Dickson White y Washington Irving quienes popularizaron el mito de la Tierra plana.

## Críticas
En el libro El mito de la tierra plana: La escandalosa manipulación de los historiadores modernos sobre Colón, Jeffrey Russell describe la teoría de la Tierra plana como un fábula usada para impugnar a la civilización premoderna, especialmente a la Edad Media en Europa.
James Hannam escribió:

El mito según el cual las personas de la edad media creían que la Tierra era plana aparece en el siglo XVII como una campaña por los protestantes en contra de las enseñanzas católicas. Pero logró notoriedad en el siglo XIX, gracias a historias no basadas en hechos como en History of the Conflict Between Religion and Science (Historia del conflicto entre la religión y la ciencia) de John William Draper publicado en 1874 y en History of the Warfare of Science with Theology in Christendom (Historia de la guerra entre la ciencia contra la teología de la cristiandad) de Andrew Dickson White publicado en 1896.  Ateos y agnósticos lucharon para imponer esta idea del conflicto para lograr sus propios propósitos ...